# Razjezd № 33
Razjezd № 33 (ros. Разъезд № 33) – węzłowa mijanka i przystanek kolejowy w pobliżu miejscowości Aktogaj, w rejonie Ajagöz, w obwodzie abajskim, w Kazachstanie. Węzeł Kolei Turkiestańsko-Syberyjskiej (Turksibu) z liniami do Urumczi i Mojyntów.